# ロストデイズ
『ロストデイズ』は、2014年1月11日から3月15日まで毎週土曜23:10 - 23:55に、フジテレビ系の「土ドラ」枠で放送された日本のテレビドラマ。また番組内で『ロストデイズのひみつ』が展開されていた。主演は瀬戸康史。瀬戸はフジテレビの連続ドラマ初主演となる。

## あらすじ
卒業旅行でゲレンデにやって来た、テニスサークルに所属する6人の大学生。表面的には仲の良い彼らだが、実はそれぞれ誰にも言えない秘密を抱えていた。そんな中で、ゲレンデで殺人事件が発生する。

## キャスト

### 大学テニスサークル「スフィンクス」
篠 裕太（しの ゆうた）〈22〉
演 - 瀬戸康史
部長。大学4年で商社に内定している。
桜田 美希（さくらだ みき）〈22〉
演 - 石橋杏奈
副部長。ナツと交際中。
佐々木 梨花（ささき りか）〈22〉
演 - トリンドル玲奈
過去に裕太に告白するも振られる。
高野 ナツ（たかの ナツ）〈21〉
演 - 吉沢亮
大学の留年が決まり、これまで多くの女性と関係を持ってきたが、美希以上に交際が長く続いた女性はいなかった。
笛木 茉奈（ふえき まな）〈22〉
演 - 小島藤子
美希の幼馴染。
立花 五月（たちばな さつき）〈20〉
演 - 三吉彩花
後輩。梨花とナツのキスしている現場を目撃してから2人で親密に話せる状態を作れるよう仕向け、会話している様子を携帯のボイスレコーダーで録音する。亘が隠していた絵を見たことで彼が逆上し、亘に襲われた恐怖から別荘を飛び出し、逃げている途中で梨花と出会い、些細なことから口論に発展してしまう・・

### その他
桜田 亘（さくらだ わたる）〈25〉
演 - 桐山漣
美希の兄。一度は就職するも社会になじめず、僅かな期間で退職する。その憤りを埋めるために妹・美希を女性として意識するようになり、妹を振り向かせるためにその友人たちを仲違いさせる目的で不審な行動を取っていた。
五月に絵を見られた際はたがが外れたように怒り、裕太たちから梨花に五月殺害を命令したと疑われていた。

## スタッフ
- 脚本 - 徳尾浩司、加藤公平
- 音楽 - 佐橋俊彦
- 演出 - 河野圭太、都築淳一、小山田雅和
- 主題歌 - 赤い公園「絶対的な関係」（EMI Records Japan）
- 演出補 - 淵上正人
- スケジュール - 小山田雅和
- タイトルロゴデザイン - 金森理恵
- オープニングタイトル - NAKED
- 撮影 - 篠田忠史
- 音声 - 金子直樹、池谷鉄兵
- 編集 - 岸野由佳子
- 照明 - 小野村拡洋
- 選曲 - 近藤隆史
- ライン編集 - 伊藤裕之
- 映像 - 吉川博文
- 音響効果 - 神取涼子
- MA - 本田彩音
- 美術制作 - 杉川廣明
- デザイン - きくちまさと
- 美術進行 - 野宮昌志
- 編成企画 - 高木明梨須（フジテレビ）
- プロデュース - 柳川由起子
- 制作 - フジテレビ
- 制作著作 - 共同テレビ

## コラボレーションCM
前番組の『ハニー・トラップ』に続き、筆頭スポンサー・日産自動車による土ドラ枠限定のインフォマーシャル「NISSAN ドラマinドラマ」を放送。今回はNISSAN 新ドラマinドラマとして『NISSAN Dayzのひみつ』を放送している。
NISSAN ドラマinドラマ第1弾から前作のバカリー・トラップまで出演していたバカリズムは出演していない。今回のインフォマーシャルCMの登場人物はパラレルワールドドラマ『ロストデイズのひみつ』と同じ出演者が登場する。

## 放送日程
| 話数                                                      | 放送日        | サブタイトル                          | 脚本     | 脚本     | 演出       | 視聴率 |
| --------------------------------------------------------- | ------------- | ------------------------------------- | -------- | -------- | ---------- | ------ |
| 第1話                                                     | 2014年1月11日 | 男女7人×10日間の衝撃恋愛サスペンス    | 徳尾浩司 | 加藤公平 | 河野圭太   | 7.1%   |
| 第2話                                                     | 1月18日       | 見えない疑惑、悪意…深まる秘密の関係   | 徳尾浩司 | 加藤公平 | 河野圭太   | 5.8%   |
| 第3話                                                     | 1月25日       | 壊れゆく友情…話題恋愛サスペンス！     | 徳尾浩司 | 徳尾浩司 | 都築淳一   | 5.4%   |
| 第4話                                                     | 2月01日       | 美希が失踪！背後に迫る魔の手…監禁     | 加藤公平 | 加藤公平 | 都築淳一   | 6.5%   |
| 第5話                                                     | 2月08日       | 歪んだ愛！衝撃の夜。切り裂かれた思い  | 徳尾浩司 | 徳尾浩司 | 小山田雅和 | 6.7%   |
| 第6話                                                     | 2月15日       | 命がけの侵入…残酷な裏切り！           | 加藤公平 | 加藤公平 | 都築淳一   | 4.7%   |
| 第7話                                                     | 2月22日       | 誰かを殺したい…と思ったことある？     | 徳尾浩司 | 徳尾浩司 | 小山田雅和 | 3.6%   |
| 第8話                                                     | 3月01日       | 死へのカウントダウン…絶対に許さない！ | 加藤公平 | 加藤公平 | 都築淳一   | 6.8%   |
| 第9話                                                     | 3月08日       | 誰にも言えない殺人…                   | 徳尾浩司 | 徳尾浩司 | 小山田雅和 | 6.1%   |
| 最終話                                                    | 3月15日       | 涙！殺人の告白…明かされる秘密         | 加藤公平 | 加藤公平 | 都築淳一   | 6.3%   |
| 平均視聴率 5.9%（視聴率は関東地区、ビデオリサーチ社調べ） |               |                                       |          |          |            |        |

## 関連番組
- 『ロストデイズのひみつ』[2]（毎週金曜日23:55 - 0:00、BSフジ）[3] - キャスト: 西田尚美、松尾諭、釈由美子、吉沢亮[7]
- 『ロストデイズのキャストトーク』[8]（フジテレビTWO）